# إدواردو لويس
إدواردو لويس (بالبرتغالية: Eduardo Luís‏) ، من مواليد 6 ديسمبر 1955، لاعب كرة قدم برتغالي سابق.
لعب مع منتخب البرتغال لكرة القدم.

## روابط خارجية
- إدواردو لويس على موقع قاعدة بيانات كرة القدم.إي يو (الإنجليزية)
- إدواردو لويس على موقع ناشيونال فوتبول تيمز (الإنجليزية)
- إدواردو لويس على موقع عالم كرة القدم.نت (الإنجليزية)